# Unión Social y Política de las Mujeres

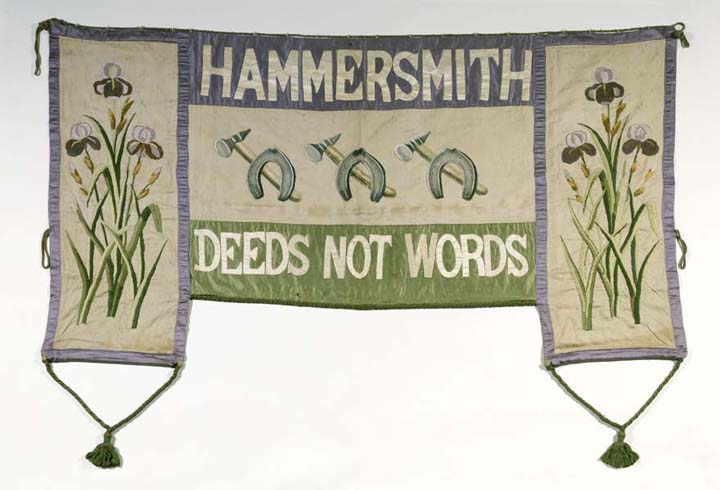
Estandarte de la WSPU con el lema «Deeds Not Words» («Hechos, No Palabras»)

La Unión Social y Política de Mujeres (en inglés: Women's Social and Political Union, WSPU), fundada en Mánchester el 10 de octubre de 1903, fue la principal organización militante que hizo campaña por el sufragio femenino en el Reino Unido, entre 1903 y 1917. Su líder más destacada fue Emmeline Pankhurst y el grupo inició su campaña con el lema "Deeds not Words" (Hechos no Palabras). Emmeline y sus hijas Christabel y Sylvia controlaban estrechamente su membresía y sus políticas (aunque Sylvia finalmente fue expulsada). Fue conocida por sus tácticas de huelgas de hambre (y la subsecuente alimentación forzada como respuesta de las autoridades), por romper ventanas en edificios prominentes y por el incendio nocturno de casas e iglesias desocupadas.

## Formación
La Unión Política Social de Mujeres fue fundada en la casa de la familia Pankhurst en Mánchester el 10 de octubre de 1903 por seis mujeres, incluidas Emmeline y Christabel Pankhurst, que pronto surgieron como líderes del grupo. La Unión Política Social de Mujeres se separó de la menos militante Unión Nacional de Sociedades de Sufragio Femenino, decepcionada por la falta de éxito de sus tácticas de cabildeo y persuasión política a través de reuniones.
Las fundadoras decidieron formar una organización solo para mujeres, que haría campañas para las reformas sociales, en gran parte junto con el Partido Laborista Independiente. También harían campaña para una extensión del sufragio femenino, creyendo que esto era central para la igualdad sexual. Para ilustrar su postura más militante, adoptaron el lema «hechos, no palabras».
Cuando en 1906 la WSPU se trasladó a Londres la campaña se hizo más visible.
En 1913, la WSPU nombró a la militante feminista Nora Dacre Fox (más tarde conocida como Norah Elam) como Secretaria General. Dacre Fox operó como una propagandista altamente eficaz que ofrecía discursos entusiastas en las reuniones semanales de la WSPU y escribía muchos de los discursos de Christabel Pankhurst.

## Primeras campañas

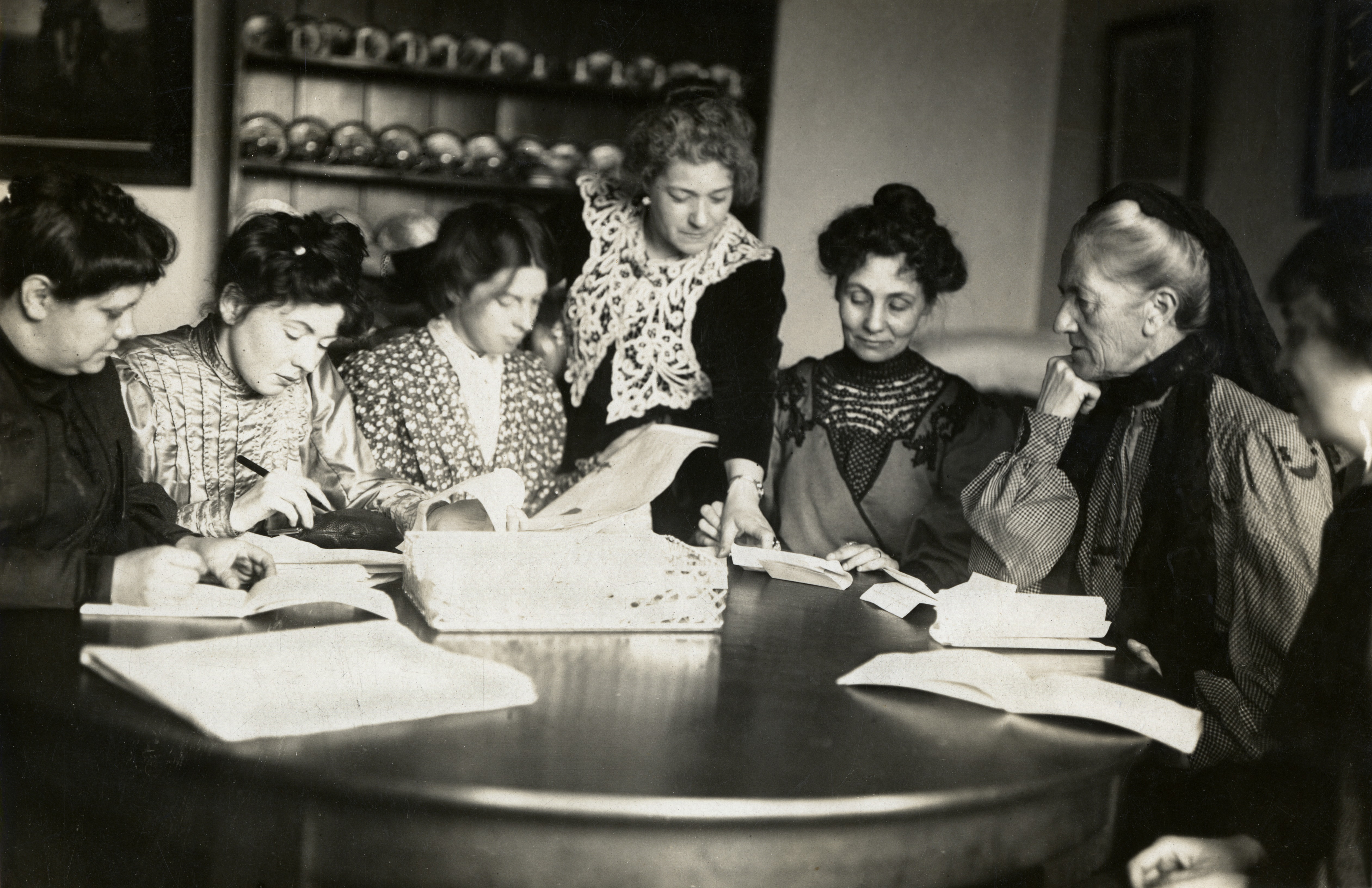
Reunión de líderes de la Unión Social y Política de Mujeres (WSPU), Flora Drummond, Christabel Pankhurst, Annie Kenney, Emmeline Pankhurst, Charlotte Despard y otras dos. 1906-1907

En 1905, el grupo convenció al parlamentario Bamford Slack para que presentara un proyecto de ley sobre el sufragio femenino, que en última instancia se discutió sin éxito, pero la publicidad estimuló la rápida expansión del grupo. La WSPU cambió las tácticas después del fracaso de la ley, centrándose en atacar a cualquier partido político que estuviera en el gobierno y se negaron a apoyar cualquier legislación que no incluyera la concesión del derecho al voto para las mujeres. Esto se tradujo en el abandono de su compromiso inicial de apoyar también las reformas sociales inmediatas.
En 1906, el grupo comenzó una serie de manifestaciones y cabildeos que condujeron al arresto y encarcelamiento de un número creciente de sus miembros. Un intento de lograr la misma franquicia ganó la atención nacional cuando un enviado de trescientas mujeres, que representaban a más de 125 000 sufragistas, abogó por el sufragio femenino con el Primer Ministro, Sir Henry Campbell-Bannerman. El Primer Ministro estuvo de acuerdo con su argumento, pero «se vio obligado a no hacer nada al respecto», por lo que instó a las mujeres a «seguir molestando» y a ejercer «la virtud de la paciencia». Algunas de las mujeres que Campbell-Bannerman aconsejó que fueran pacientes habían trabajado por los derechos de las mujeres durante unos cincuenta años: su consejo de «seguir molestando» sería bastante imprudente. Sus palabras irreflexivas enfurecieron a los manifestantes y «por esas tontas palabras, el movimiento militante se estableció irrevocablemente, y comenzó la etapa de revuelta». Comentando sobre el fenómeno, Charles Hands, escribiendo en el Daily Mail, describió por primera vez a los miembros de la WSPU como sufragistas. En 1907, la organización celebró el primero de varios de sus «parlamentos de mujeres».
El Partido Laborista votó a favor del sufragio universal. Esto los separó de la WSPU, que siempre había aceptado las calificaciones de propiedad que ya se aplicaban a la participación de las mujeres en las elecciones locales. Bajo la dirección de Christabel, el grupo comenzó a organizarse más explícitamente exclusivamente entre mujeres de clase media, y declaró su oposición a todos los partidos políticos. Esto llevó a un pequeño grupo de miembros prominentes a abandonar y formar la Liga de la Libertad de las Mujeres (WFL).

## Desarrollo de las campañas
Inmediatamente después de la división entre la WSPU y la WFL, en el otoño de 1907, Frederick y Emmeline Pethick Lawrence fundaron el periódico de la WSPU, Votes for Women. Los Pethick Lawrences, quienes fueron parte del liderazgo de la WSPU hasta 1912, editaron el periódico y lo apoyaron financieramente en los primeros años.

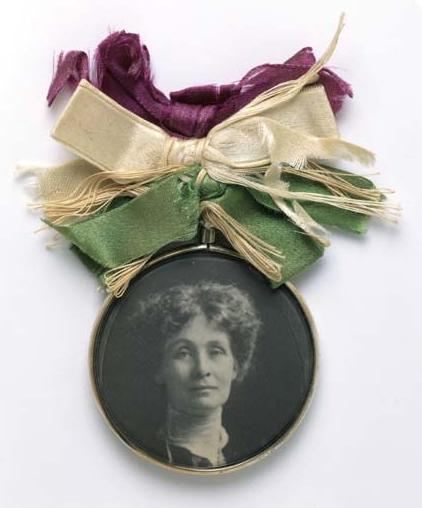
Insignia con el retrato de Emmeline Pankhurst, c.1909, vendida por la WSPU para recaudar fondos. Museo de Londres

En 1908, la WSPU adoptó colores púrpura, blanco y verde como sus colores oficiales. Estos colores fueron elegidos por Emmeline Pethick Lawrence porque «Púrpura ... representa la sangre real que fluye en las venas de cada sufragista ... el blanco representa la pureza en la vida privada y pública ... el verde es el color de la esperanza y el emblema de la primavera». En junio de 1908 se produjo el primer gran uso público de estos colores cuando la WSPU celebró una concentración de 300 000 personas en la movilización «Sunday's Women» en Hyde Park, Londres.
En febrero de 1907, la WSPU fundó Woman's Press, que supervisó la publicación y la propaganda de la organización, y comercializó una gama de productos desde 1908 con el nombre o los colores de la WSPU. Un juego de mesa llamado Suffragetto se publicó alrededor de 1908. Hasta enero de 1911, el himno oficial de la WSPU era La Marsellesa de las Mujeres, un montaje de palabras de Florence Macaulay con la melodía de La Marsellesa. En ese mes el himno fue cambiado a "La Marcha de las Mujeres", recientemente compuesta por Ethel Smyth con palabras de Cicely Hamilton.
En oposición al encarcelamiento continuo y repetido de muchas de sus miembros, la WSPU introdujo la huelga de hambre de encarceladas a Gran Bretaña, y la política de alimentación forzada de las autoridades les ganó a las sufragistas gran simpatía del público. Posteriormente, el gobierno aprobó la ley de prisioneros (licencia temporal para enfermos graves) de 1913 (más comúnmente conocida como la «ley del gato y el ratón»), que permitió la excarcelación de las sufragistas que estaban a punto de morir debido a la desnutrición. Los oficiales, sin embargo, podrían volver a encarcelarlos una vez que estuvieran sanas. Este fue un intento de evitar la alimentación forzada. En respuesta, la WSPU organizó un equipo de seguridad totalmente femenino conocido como las Guardaespaldas, entrenado por Edith Margaret Garrud y dirigido por Gertrude Harding, cuyo papel era proteger a las sufragistas fugitivas de la reencarcelación.
En 1910 se introdujo un nuevo proyecto de ley de sufragio, pero, cada vez más impaciente, la WSPU lanzó una campaña de protesta en 1912 sobre la base de atacar inmuebles y evitar la violencia contra cualquier persona. Inicialmente, esto involucró la destrucción de los escaparates de las tiendas, pero finalmente se intensificó a la quema de casas señoriales y el bombardeo de edificios públicos, incluida la Abadía de Westminster. También condujo a la muerte de IDK Emily Davison cuando fue pisoteada por el caballo del Rey (sobre el cual estaba intentando colgar una pancarta de sufragista) en el Epsom Derby en 1913. Se incluyeron en los muchos actos militantes realizados el incendio nocturno de casas desocupadas (incluida la del ministro de Hacienda, David Lloyd George) y de iglesias. Las sufragistas destrozaron vitrinas de tiendas exclusivas y oficinas gubernamentales. Cortaron líneas telefónicas, escupieron a policías y políticos, cortaron o quemaron lemas a favor del sufragio en el césped del estadio, enviaron cartas bomba, destruyeron invernaderos en los jardines de Kew, se encadenaron a barandillas y volaron casas. Un médico fue atacado con un látigo, y en un caso las sufragistas se precipitaron a la Cámara de los Comunes. El 18 de julio de 1912, Mary Leigh lanzó un hacha al primer ministro Herbert Henry Asquith.
La noche del 9 de marzo de 1914, alrededor de 40 sufragistas militantes, incluidos miembros del equipo de guardaespaldas, pelearon con varios escuadrones de agentes de policía que intentaban volver a detener a Emmeline Pankhurst durante una manifestación a favor del sufragio en el St. Andrew's Hall de Glasgow. Al día siguiente, la sufragista Mary Richardson entró en la Galería Nacional y atacó la pintura Venus del espejo de Diego Velázquez con un cuchillo de carnicero.

## Divisiones y disolución
Los editores de Votes for Women, Frederick y Emmeline Pethick Lawrence, fueron expulsados en 1912, y más tarde fundaron Sufragistas Unidos. Esto causó que la WSPU lanzara un nuevo diario, The Suffragette, editado por Christabel Pankhurst. La Federación Socialista de Trabajadoras, de mujeres en su mayoría de clase trabajadora y dirigida por Sylvia Pankhurst fue expulsada en 1914.
Al estallar la Primera Guerra Mundial en 1914, Christabel Pankhurst se encontraba viviendo en París para dirigir la organización sin temor a ser arrestada. Su control autocrático le permitió, a pesar de las objeciones de Kitty Marion y otros, declarar, poco después de la guerra, que la WSPU debería abandonar sus campañas en favor de una postura nacionalista, apoyando al gobierno británico en la guerra. La WSPU dejó de publicar The Suffragette, y en abril de 1915 lanzó una nueva revista, Britannia. Si bien la mayoría de los miembros de la WSPU apoyaron la guerra, un pequeño número formó las sufragistas de la Unión Política Social de Mujeres (SWSPU) y la Unión Social y Política de Mujeres Independientes (IWSPU). Finalmente, la WSPU se desvaneció de la atención pública y se disolvió en 1917, con Christabel y Emmeline Pankhurst fundando el Partido de las Mujeres.

## Miembros notables
- Janie Allan
- Helen Archdale
- Barbara Ayrton
- Minnie Baldock
- Rosa May Billinghurst
- Teresa Billington-Greig
- Violet Bland
- Elsie Bowerman
- Lucy Burns
- Helen Cruickshank
- Charlotte Despard
- Emily Davison
- Flora Drummond
- Sophia Duleep Singh
- Norah Elam
- Dorothy Evans
- Louisa Garrett Anderson
- Edith Margaret Garrud
- Mary Gawthorpe
- Nellie Hall
- Beatrice Harraden
- Edith How-Martyn
- Elsie Howey
- Ellen Isabel Jones
- Violet Key-Jones
- Annie Kenney
- Edith Key
- Aeta Adelaide Lamb
- Mary Leigh
- Lilian Lenton
- Lady Constance Bulwer-Lytton
- Mary Macarthur
- Margaret Mackworth
- Christabel Marshall
- Kitty Marion
- Dora Marsden
- Helen Millar Craggs
- Dora Montefiore
- Flora Murray
- Margaret Nevinson
- Edith New
- Adela Pankhurst
- Christabel Pankhurst
- Emmeline Pankhurst
- Sylvia Pankhurst
- Frances Parker
- Alice Paul
- Emmeline Pethick-Lawrence
- Mary Richardson
- Edith Rigby
- Rona Robinson
- Mary Russell
- Ethel Smyth
- Harriet Shaw Weaver
- Evelyn Sharp
- Dora Thewlis
- Helen Tolson
- Laura Ann Willson
- Olive Wharry
- Rose Emma Lamartine Yates